# Oplegnathus
Els oplegnàtids (Oplegnathidae) és una família de peixos marins, amb un únic gènere Oplegnathus, inclosa en l'ordre Perciformes.

## Taxonomia
- Oplegnathus conwayi Richardson, 1840
- Oplegnathus fasciatus (Temminck & Schlegel, 1844)
- Oplegnathus insignis (Kner, 1867)
- Oplegnathus peaolopesi Smith, 1947
- Oplegnathus punctatus (Temminck & Schlegel, 1844)
- Oplegnathus robinsoni Regan, 1916
- Oplegnathus woodwardi Waite, 1900